# محرف طباعي

رسم توضيحي للمحرف الطباعي من المعدن المصبوب. a وجه، b جسم، c مقاس البنط، 1 كتف، 2 حزة، 3 مجرى، 4 قدم.

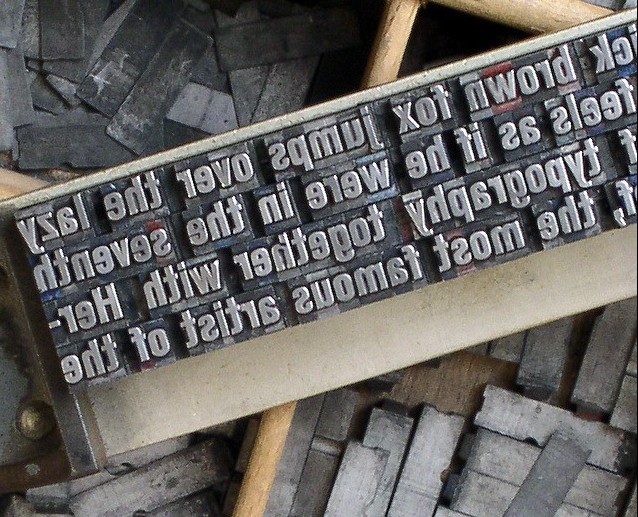
محارف طباعية معدنية مصففة على مصف.

في التنضيد الطباعي، المِحْرَف أو المِحْرَف الطباعي أو الحرف الطباعي أو الحرف المطبعي هو كتلة عليها محرف، تستخدم - عند صفها مع الآخرين - لطباعة النص. في الطباعة بالمحارف الطباعية القابلة للحركة، يُصب المحرف الطباعي على أم الحرف ويُجمّع يدويًا مع محارف طباعية أخرى تحمل محارف إضافية في أسطر من المحارف لتكوين نموذج تُطبع الصفحة منه.